# Jeløya
Jeløya est une île de la commune de Moss,  dans le comté d'Østfold en Norvège.

## Description
L'île de 19,71 km2 est située dans l'Oslofjord extérieur, juste au sud de d'île de Bevøya. C'est la plus grande île du fjord extérieur d'Oslo, mais c'est en fait une ancienne péninsule qui a été séparée du continent en 1855 par le canal de Moss. Elle mesure 10 km de long sur 4 km de large et son substrat rocheux est de la lave permienne constituant le rift d'Oslo. Dans les parties inférieures de l'île, on trouve du calcaire de type cambrien/silurien riche en fossiles.
La partie nord est réservée à l'agriculture, à la foresterie et aux activités de plein air. Dans la zone la plus proche du canal, il existe un certain nombre d'entreprises industrielles, de services et commerciales. Jeløya possède plusieurs grandes fermes et une importante production de légumes.

### Population
Sa population était de 11 825 habitants en 2017. Jeløya est une partie de la population de Moss, sur le continent.

## Zones protégées
Jeløya possède l'une des flores les plus riches du pays, avec entre autres le anémone hépatique et le gui. Sur l'île, il existe plusieurs zones de protection du paysage et des réserves naturelles en raison de la nature unique. L'île possède de superbes zones de promenade avec ses avenues et ses vastes réseaux de sentiers, y compris le sentier côtier.
La zone de la plage n'est pas développée autour de la majeure partie de l'île, de sorte qu'il est possible de se promener sans entrave dans de grandes parties de l'île, où elle n'est pas trop vallonnée. Il existe un certain nombre de plages facilement accessibles sur toute l'île, il y a donc presque toujours une plage abritée des intempéries et du vent du jour. En 2012, la plage de Sjøbadet a reçu la certification Blue Flag en tant que seule plage d'Østfold. 
En raison de la géologie de Jeløya, il y a de grandes falaises, comme Rambergnebba, endroit populaire pour sauter avec des hauteurs de 6, 8, 15 et 21 mètres.
- Réserve naturelle d'Orebukta
- Réserve naturelle de Kongshavntjern
- Réserve naturelle de Rambergbukta
- Réserve naturelle de Rødsåsen
- Réserve naturelle de Refsnes
- Zone de conservation du paysage de Søndre Jeløy

## Galerie

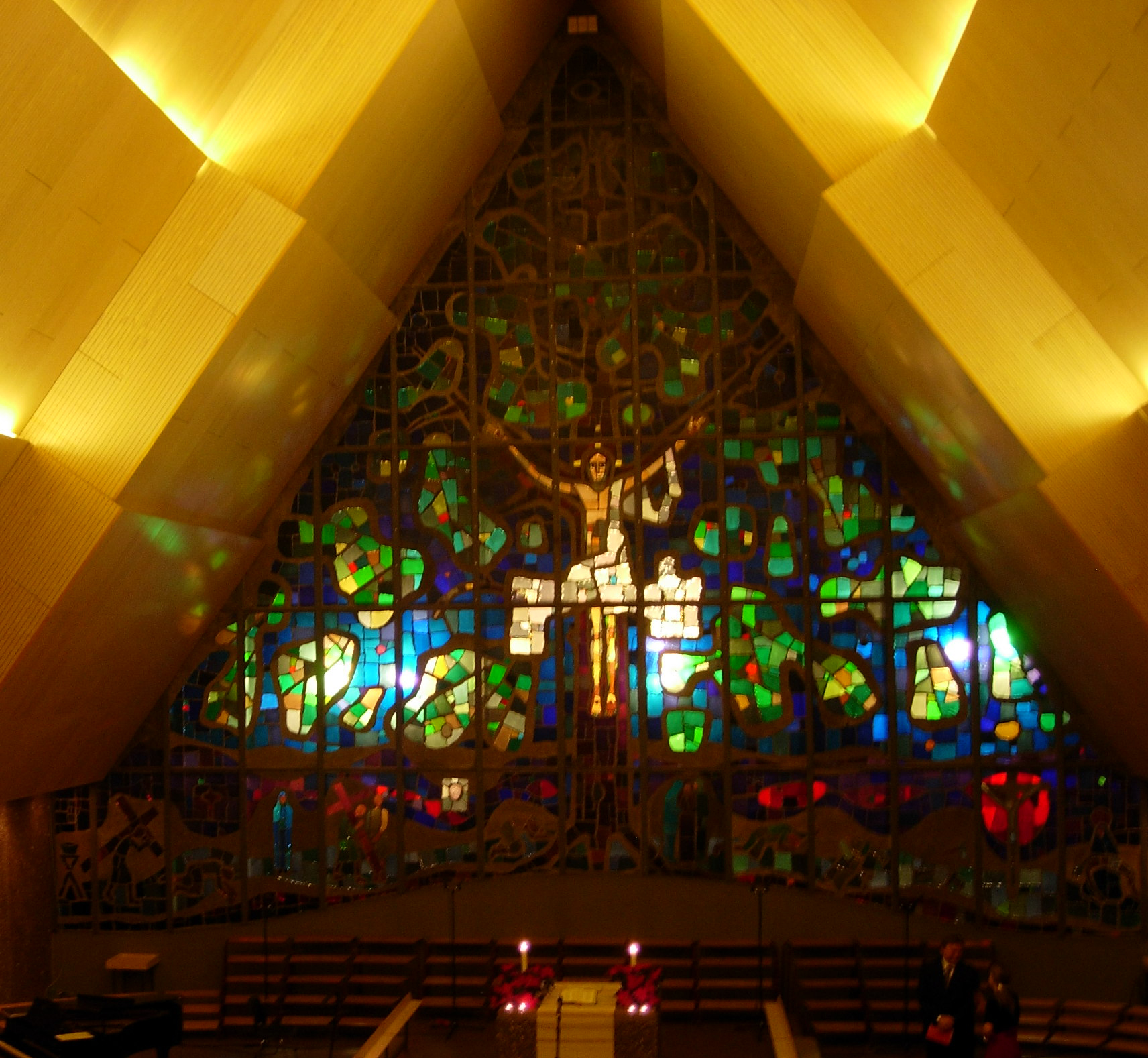
Église de Jeløy
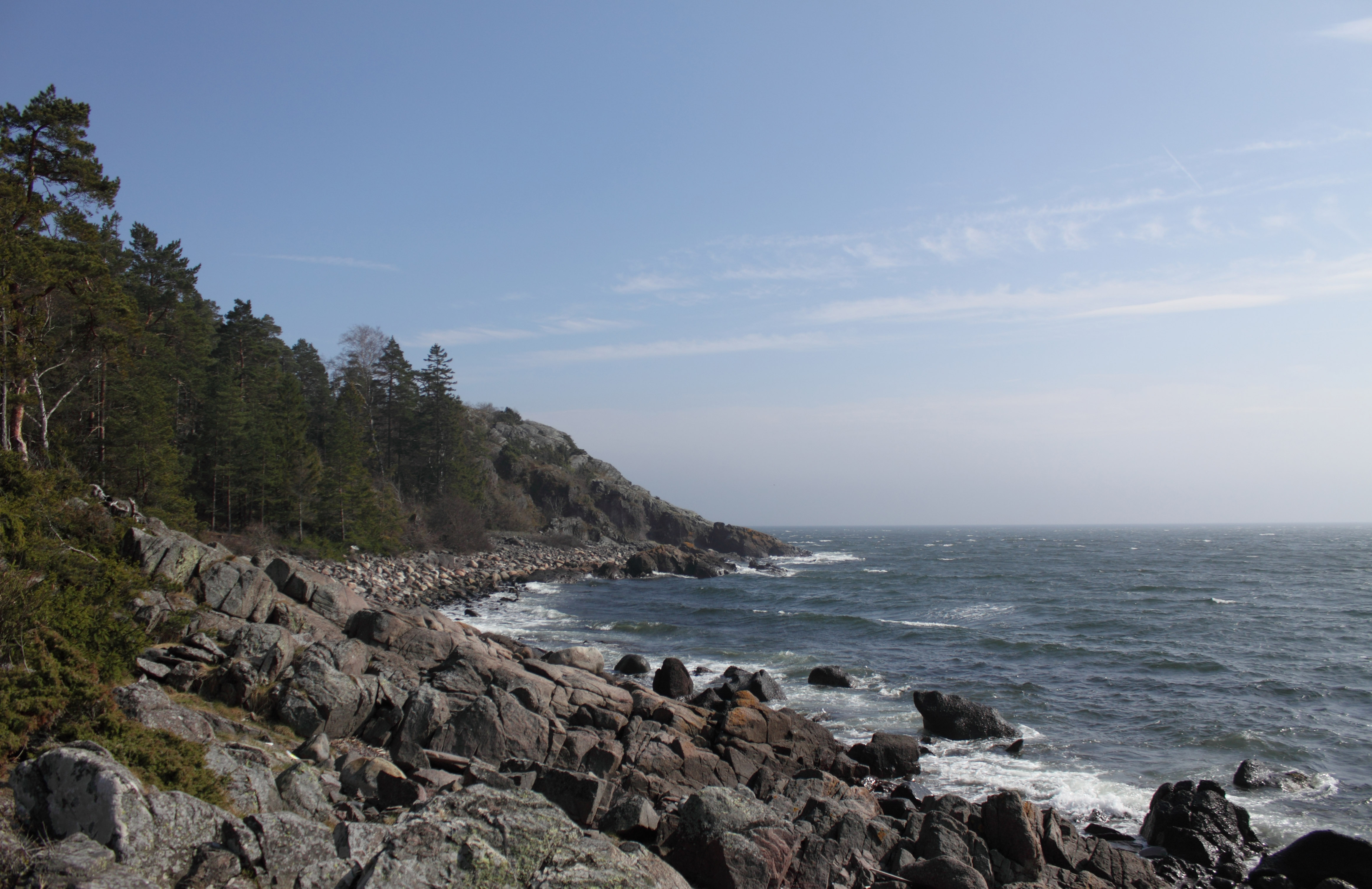
Réserve naturelle
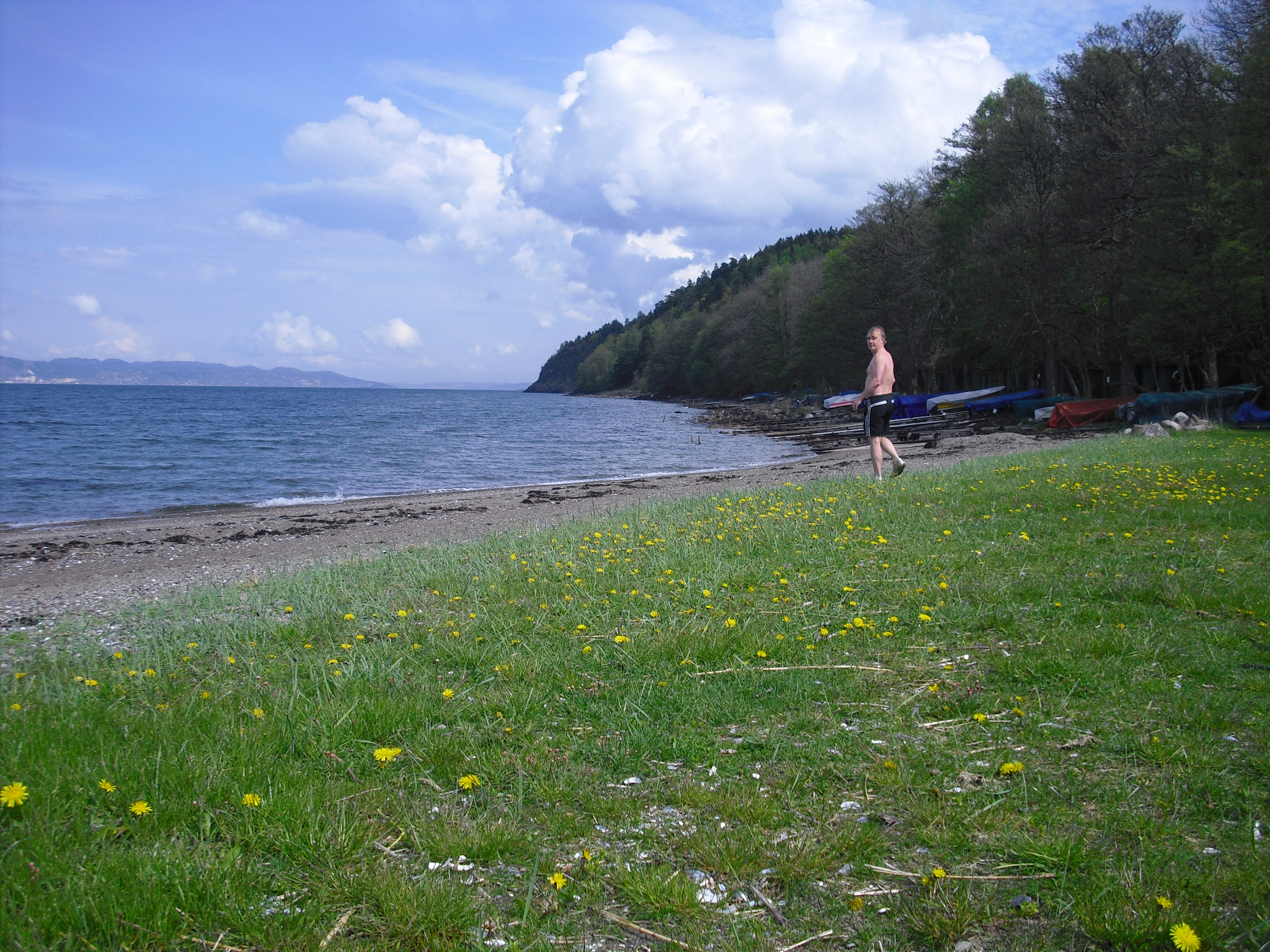
Plage Refsnes
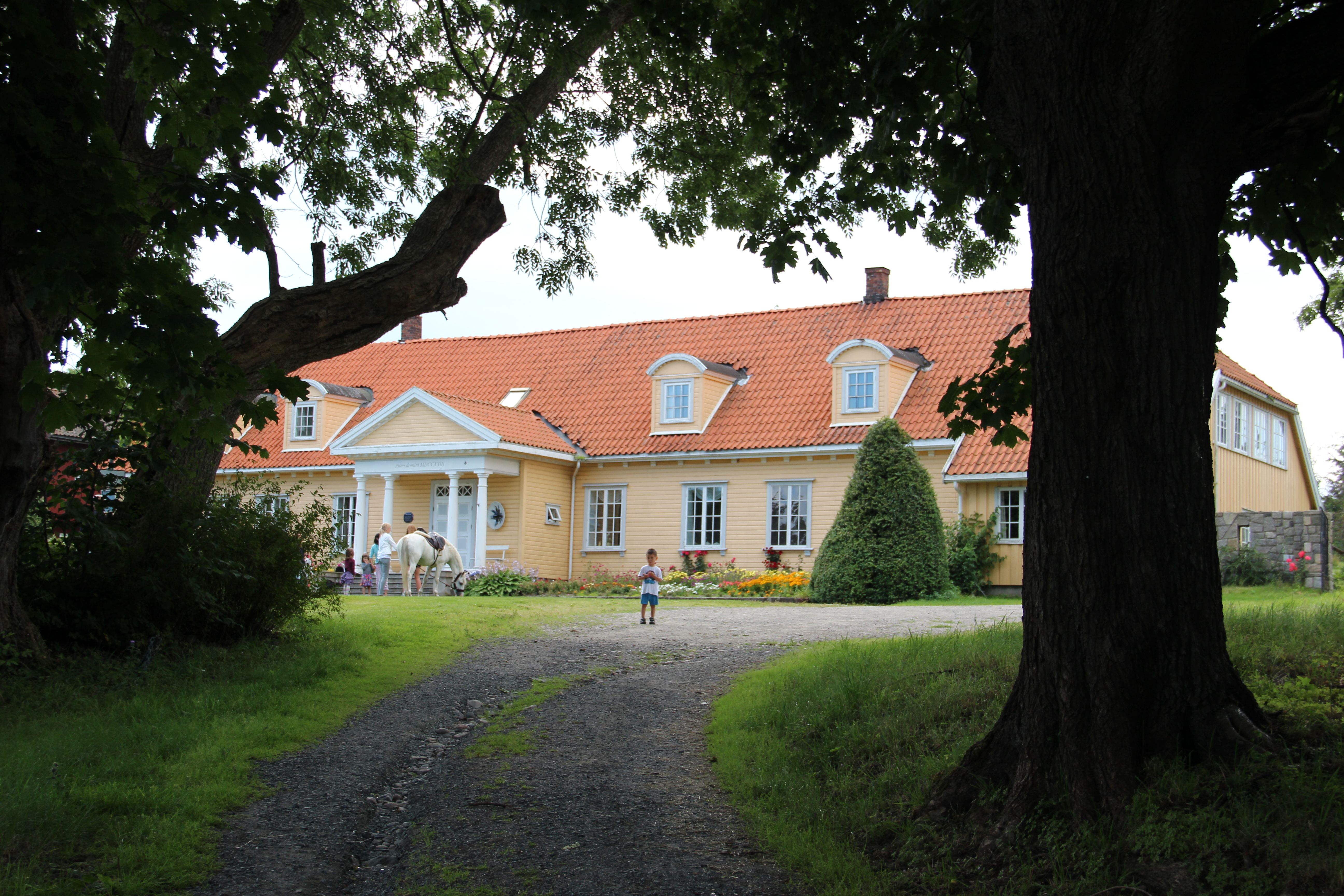
Ferme Røed
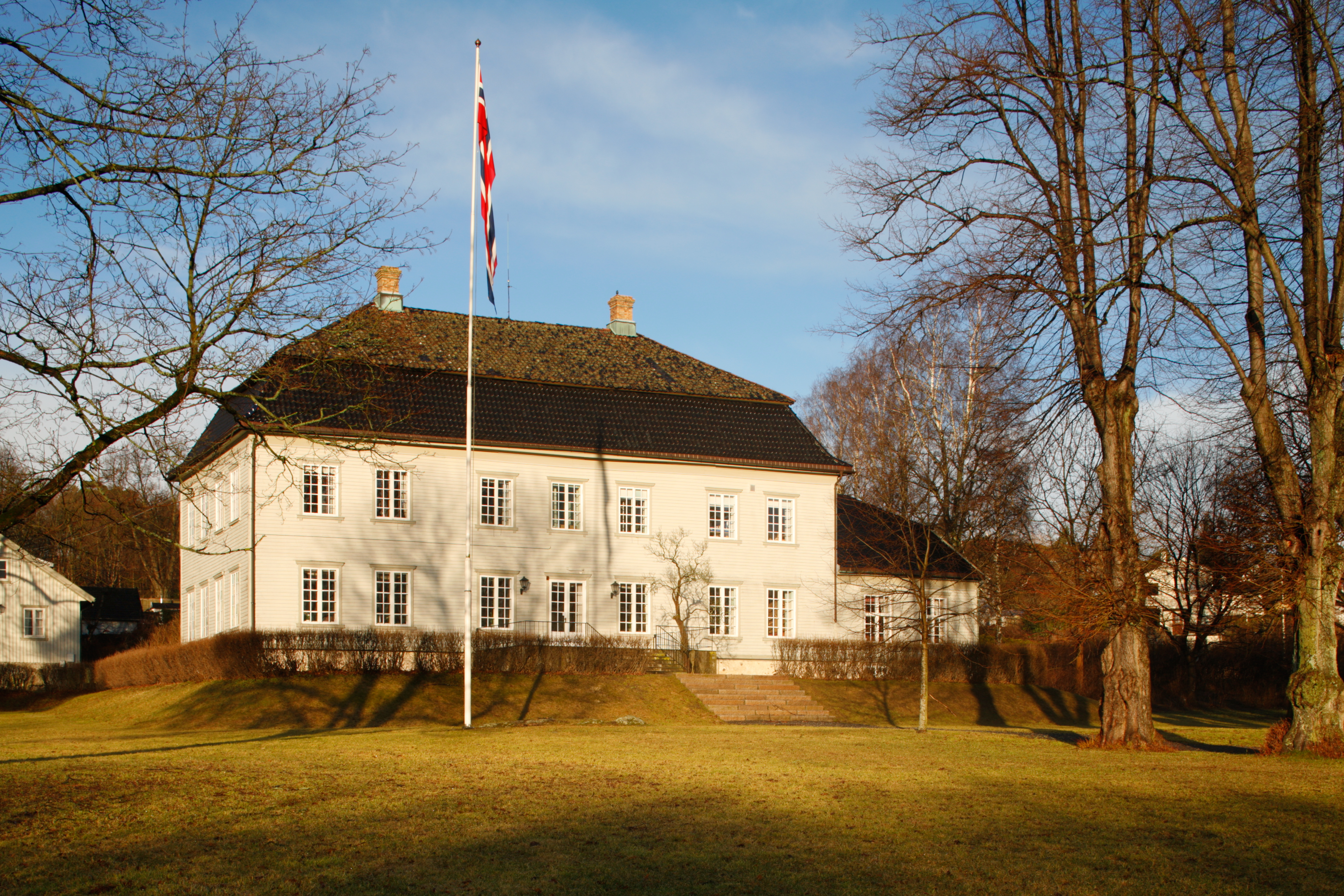
Ferme Torderød
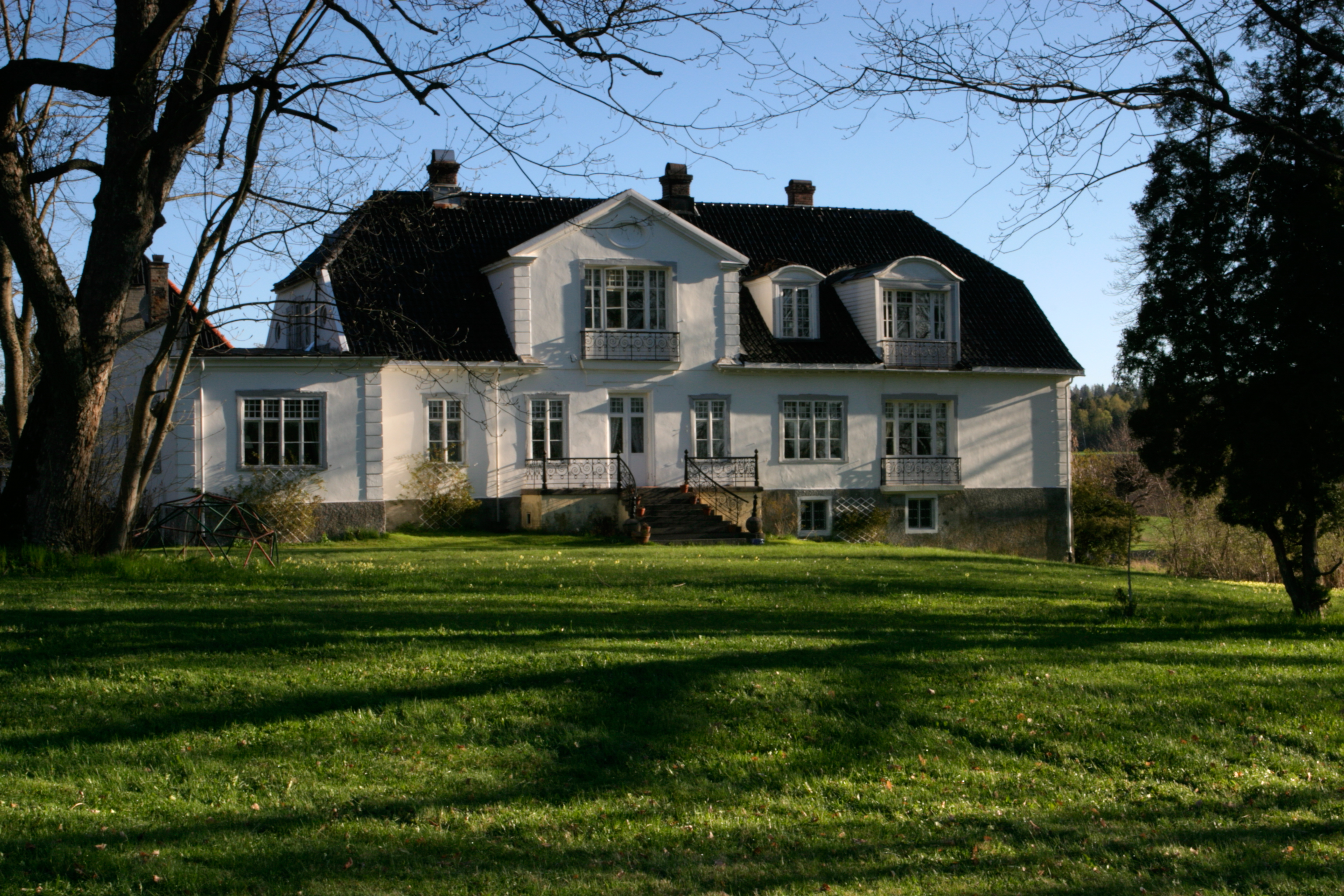
Ferme Grønli
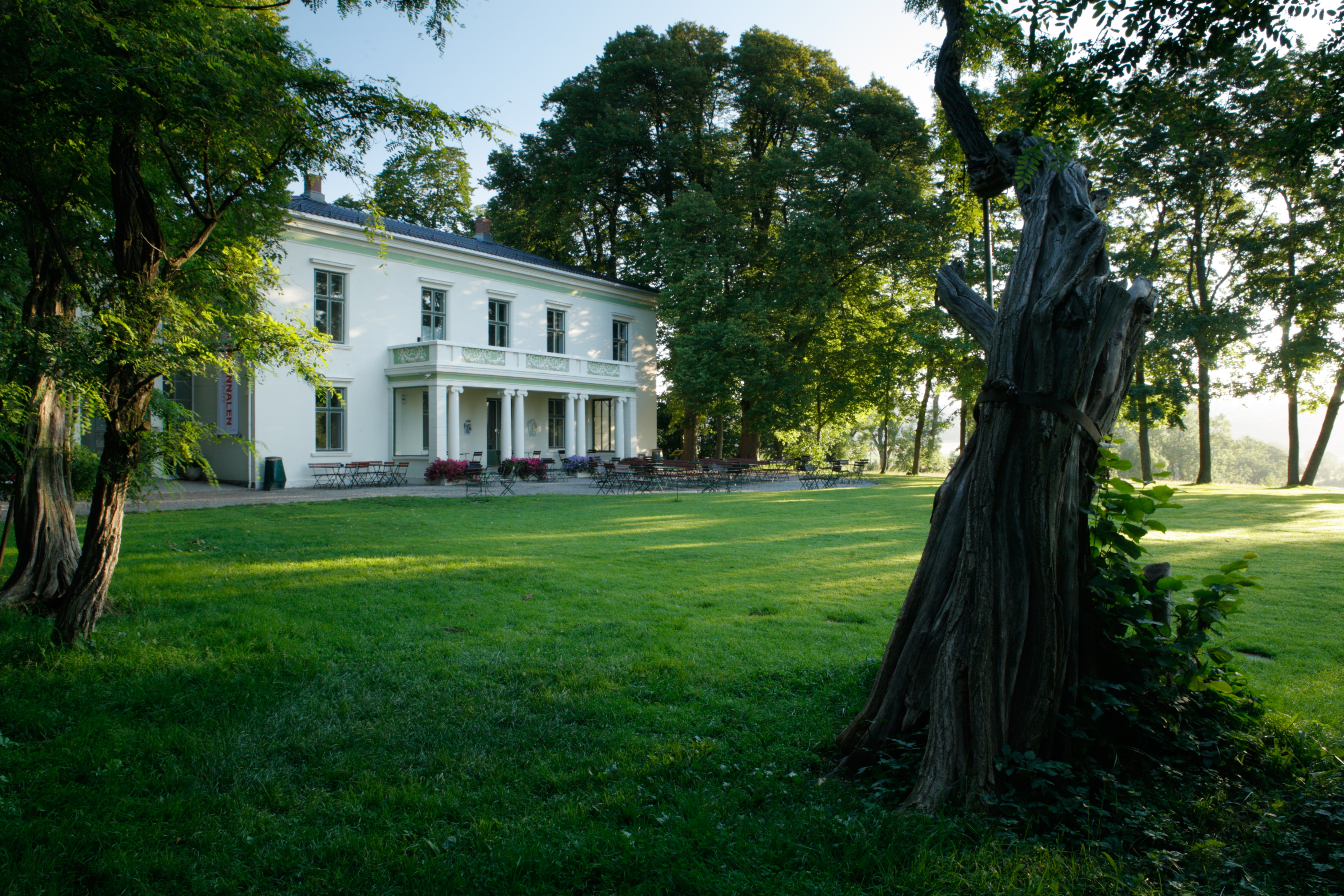
Ferme Alby
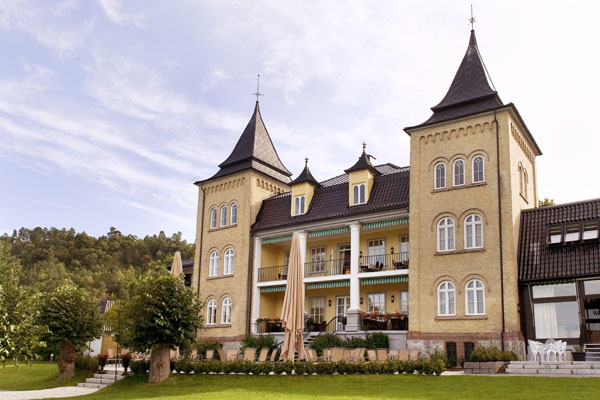
Domaine de Refsnes